# Honda VRX400 Roadster
Honda VRX400 Roadster — японский мотоцикл, созданный, чтобы занять нишу между «классическим» мотоциклом Honda CB-1 и «круизером» Honda Steed. Двигатель взят практический без изменений от последнего. Мотоцикл сильно унифицирован по запчастям с другими мотоциклами «Хонда».
Производился только для внутрияпонского рынка.
Мотоцикл отличается легким управлением, эластичным двигателем. Легко осваивается новичками.
Его можно посоветовать в качестве первого мотоцикла. Или в качестве городского мотоцикла.
Так как двигатель не может похвастаться мощностью — мотоцикл мало подходит для загородных трасс и магистралей.
Мотоцикл выпускался в трех цветах:
- NH-1 Black
- PB-262P Purple
- R-204C Red
- NH-1 Black edition (полностью чёрный)(SN 1050001~)

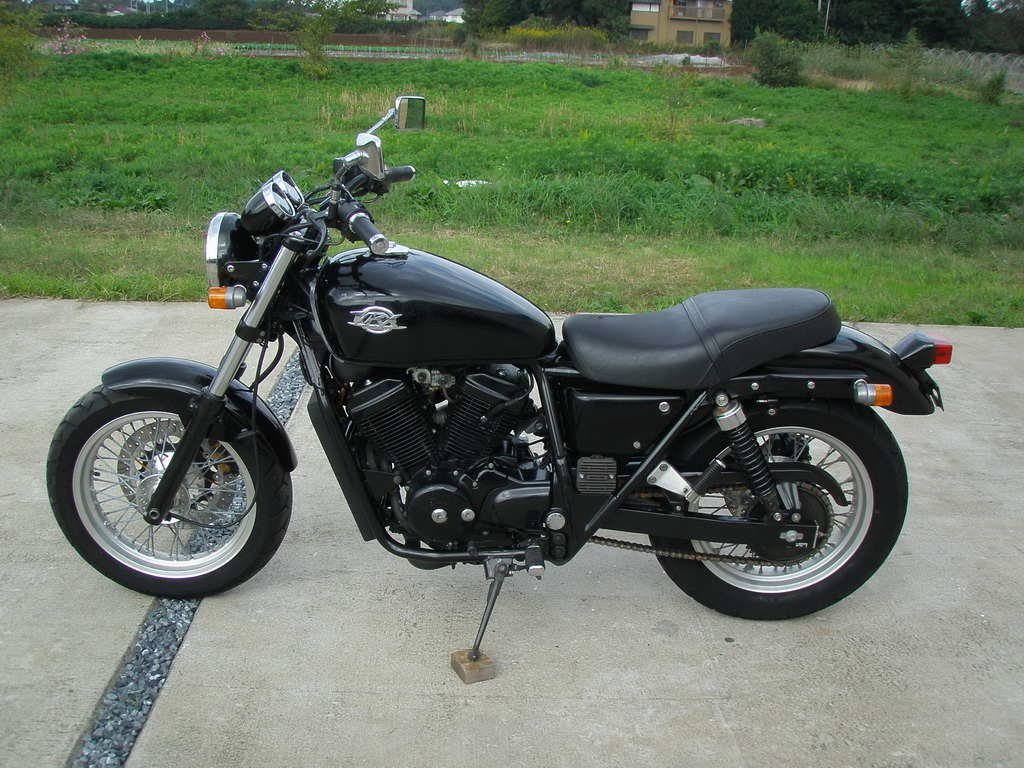
Honda VRX400 Roadster «Black edition»